# Rico Diks
Rico Diks (* 22. Oktober 1975) ist ein niederländischer Poolbillardspieler. Er wurde 2001 Europameister.

## Karriere
1991 gewann Rico Diks mit Bronze im 14/1 endlos der Schüler seine einzige Medaille bei Jugend-Europameisterschaften.
Bei den Netherlands Open 1994 wurde er Dritter und gewann somit seine erste Euro-Tour-Medaille.
Bei der EM 1996 gewann Diks Bronze im 14/1 endlos, 1998 erreichte er im 8-Ball das Finale, verlor jedoch gegen Ralf Souquet.
Im selben erreichte er zudem das Finale der Germany Open und unterlag dort dem Philippiner Francisco Bustamante.
Bei der EM 1999 gewann er Bronze im 8-Ball.
Im September 2000 erreichte Diks bei den US Open den 13. Platz.
Bei der EM 2001 wurde Diks im Finale gegen Andreas Roschkowsky 9-Ball-Europameister und gewann zudem Bronze im 14/1 endlos.
Bei den England Open wurde Diks im Finale gegen Fabio Petroni Zweiter.
Im Juli desselben Jahres kam er bei der 9-Ball-WM auf den 65. Platz, im November wurde er Fünfter bei der World Pool League.
Bei der 9-Ball-WM 2002 erreichte Diks den 17. Platz, beim World Pool Masters erreichte er das Viertelfinale, in dem er gegen den späteren Turniersieger Ralf Souquet ausschied. Zudem wurde Diks 2002 bei zwei Turnieren der IBC Tour Neunter.
2003 wurde Diks Dritter bei den Belgium Open und bei der EM Fünfter im 14/1 endlos.
Bei der 9-Ball-WM belegte Diks 2003 den 33. Platz, beim World Pool Masters schied er im Achtelfinale aus.
2004 wurde Diks bei der EM Dritter im 14/1 endlos sowie Fünfter im 9-Ball, bei der 9-Ball-WM belegte er den 17. Platz und bei den Spanish Open gewann er Bronze.
Bei der 9-Ball-WM 2005 kam Diks auf den 81. Platz, 2006 erreichte er bei der International Pool Tour einmal den neunten und einmal den 54. Platz.
Im Juli 2008 wurde Diks Dritter bei den Lugo Open.
Bei den Sarajevo Open 2010 wurde er Neunter.
2007 bildete Diks gemeinsam mit Alex Lely das zweite niederländische Team, das beim World Cup of Pool im Achtelfinale ausschied.
Rico Diks lebt derzeit in London.